# Kanonen- und Schloßberg, Schäfergrund
Kanonen- und Schloßberg, Schäfergrund este o arie protejată (arie specială de conservare — SAC, sit de importanță comunitară — SCI) din Germania întinsă pe o suprafață de 88,73 ha, integral pe uscat.

## Localizare
Centrul sitului Kanonen- und Schloßberg, Schäfergrund este situat la coordonatele 52°48′54″N 13°56′31″E / 52.815°N 13.9419°E.

## Înființare
Situl Kanonen- und Schloßberg, Schäfergrund a fost declarat sit de importanță comunitară în septembrie 2000 pentru a proteja un număr necunoscut de specii din flora spontană și fauna sălbatică aflate în arealul zonei. Situl a fost protejat și ca arie specială de conservare în octombrie 1990.

## Biodiversitate
Situată în ecoregiunea continentală, aria protejată conține 3 habitate naturale: Pajiști calcaroase din nisipuri xerice, Pajiști stepice subpanonice, Fânețe de joasă altitudine (Alopecurus pratensis, Sanguisorba officinalis).
La baza desemnării sitului se află un număr nedeclarat de specii protejate.
Pe lângă speciile protejate, pe teritoriul sitului au mai fost identificate 1 specie de reptile.